# لامین جابالله
لمینه جابالله (انگلیسی: Lamine Djaballah؛ زادهٔ ۴ ژوئیهٔ ۱۹۸۲) بازیکن فوتبال اهل فرانسه است.
از باشگاه‌هایی که در آن بازی کرده‌است می‌توان به باشگاه ورزشی آمیان و باشگاه فوتبال القبائل اشاره کرد.